# Beavercreek (Oregon)
Beavercreek ist ein gemeindefreier Weiler (hamlet) und ein als Census-designated place (CDP) erfasstes Gebiet im Clackamas County im US-Bundesstaat Oregon. Die Siedlung liegt etwa 10 Kilometer südöstlich von Oregon City. Im Jahr 2020 lag die Einwohnerzahl bei 4727.

## Demografie
Im Jahr 2020 lag die Einwohnerzahl bei 4727.

### Historische Bevölkerungsentwicklung
| Jahr | Bevölkerung |
| ---- | ----------- |
| 2010 | 4485        |
| 2020 | 4727        |

## Geschichte
Der Name „Beaver Creek“ wurde laut Oregon Geographic Names erstmals in den frühen 1850er Jahren für einen Schulbezirk in dieser Region verwendet. Er geht auf den gleichnamigen Bach zurück, der durch die Gegend fließt und in den Willamette River mündet. Eine Poststelle war unter verschiedenen Namen in Betrieb, bis der Name 1922 offiziell in „Beavercreek“ geändert wurde – die heute noch gebräuchliche Form.
Im Sommer 2006 stimmten die Einwohner für die Umwandlung in einen sogenannten „Hamlet“ – ein halboffizielles Verwaltungskonstrukt, das es nur im Clackamas County gibt. Die Anerkennung durch die Kreisverwaltung erfolgte im September 2006. Seitdem existiert die Gemeinde offiziell als The Hamlet of Beavercreek. Monatliche Treffen finden in der Grange Hall statt, vierteljährliche Bürgerversammlungen auch an anderen Orten.

## Bildung
Beavercreek wird von mehreren Schulbezirken bedient:
- Oregon City School District
- Canby School District
- Colton School District
- Molalla River School District

Die Beavercreek Elementary School befindet sich innerhalb des Hamlet-Gebiets.

## Sehenswürdigkeiten

### Miller House
Um 1900 errichtete die Familie Miller ein Farmhaus an der heutigen Ecke Ridge Road und Lower Highland Road. Um es vor dem Abriss zu bewahren, wurde das Gebäude versetzt und wird derzeit von Rick und Kassandra Young restauriert. Es handelt sich um das Elternhaus von Ava Helen Miller, die später Ava Helen Pauling wurde – Ehefrau des zweifachen Nobelpreisträgers Linus Pauling.

### Geocaching
Beavercreek gilt als Geburtsort des Geocaching. Die erste dokumentierte Platzierung eines GPS-gestützten Caches erfolgte am 3. Mai 2000 durch Dave Ulmer – nur wenige Kilometer westlich der Siedlung.

## Persönlichkeiten
- Tonya Harding (* 1970), ehemalige Eiskunstläuferin und Olympiateilnehmerin